# Zhu (诸)
Zhu (诸) is een Chinese achternaam. De naam wordt in Hongkong door HK-romanisatie Chu. Zhu (祝) staat op de 186e plaats in de Baijiaxing. De familie met deze achternaam stamt van de heerser af van het gebied van Zhucheng in Shandong, die in de tijd van de Periode van Lente en Herfst aan de macht was. De Chinese schaakster Zhu Chen 1976 komt uit deze familie.
De achternaam Zhu komt meer voor, wordt met pinyin hetzelfde geschreven, maar in Chinees schrift verschillend. Daar zijn nog
- Zhu (朱), veel voorkomende achternaam
- Zhu (祝)
- Zhu (竺)